# Tarcal

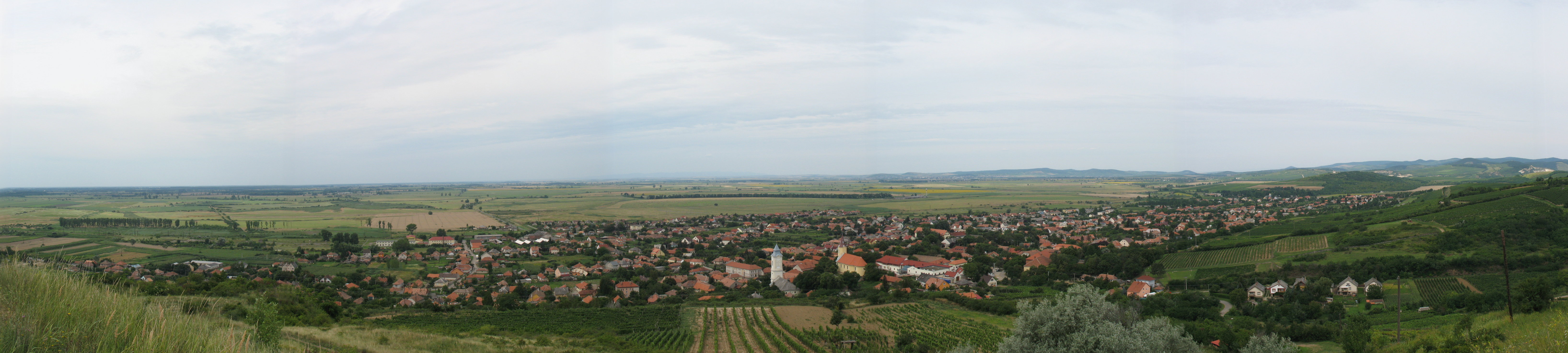
Panorama Tarcalu widziana z góry Tokaj (512 m n.p.m.)

 Tarcal – wieś i gmina w północno–wschodniej części Węgier, w pobliżu miasta Tokaj.

## Podział administracyjny
Gmina leży na terenie Wielkiej Niziny Węgierskiej, administracyjnie wchodzi w skład powiatu (węg. kistérség) Tokaj, należącego do komitatu Borsod-Abaúj-Zemplén i jest jedną z jego 11 gmin.

## Historia
Tutaj, w trakcie wywózek na przymusowe roboty do ZSRR pod koniec drugiej wojnie światowej, znanych w historiografii węgierskiej jako málenkij robot, ksiądz János Szerednyei dobrowolnie dołączył do grupy wywożonych parafian. Ksiądz Szerednyei zginął później w wypadku w kopalni węgla, gdzie pracował.
W 2015 roku na wzgórzu nad starym cmentarzem postawiono 8,5 metrową kamienną figurę Jezusa autorstwa Sándora Szabó.
18 listopada 2016 roku przy ulicy Fő (skrzyżowanie z ulicą Klapka) odsłonięto pomnik wodza Tarcala autorstwa Sándora Makoldi.

## Galeria

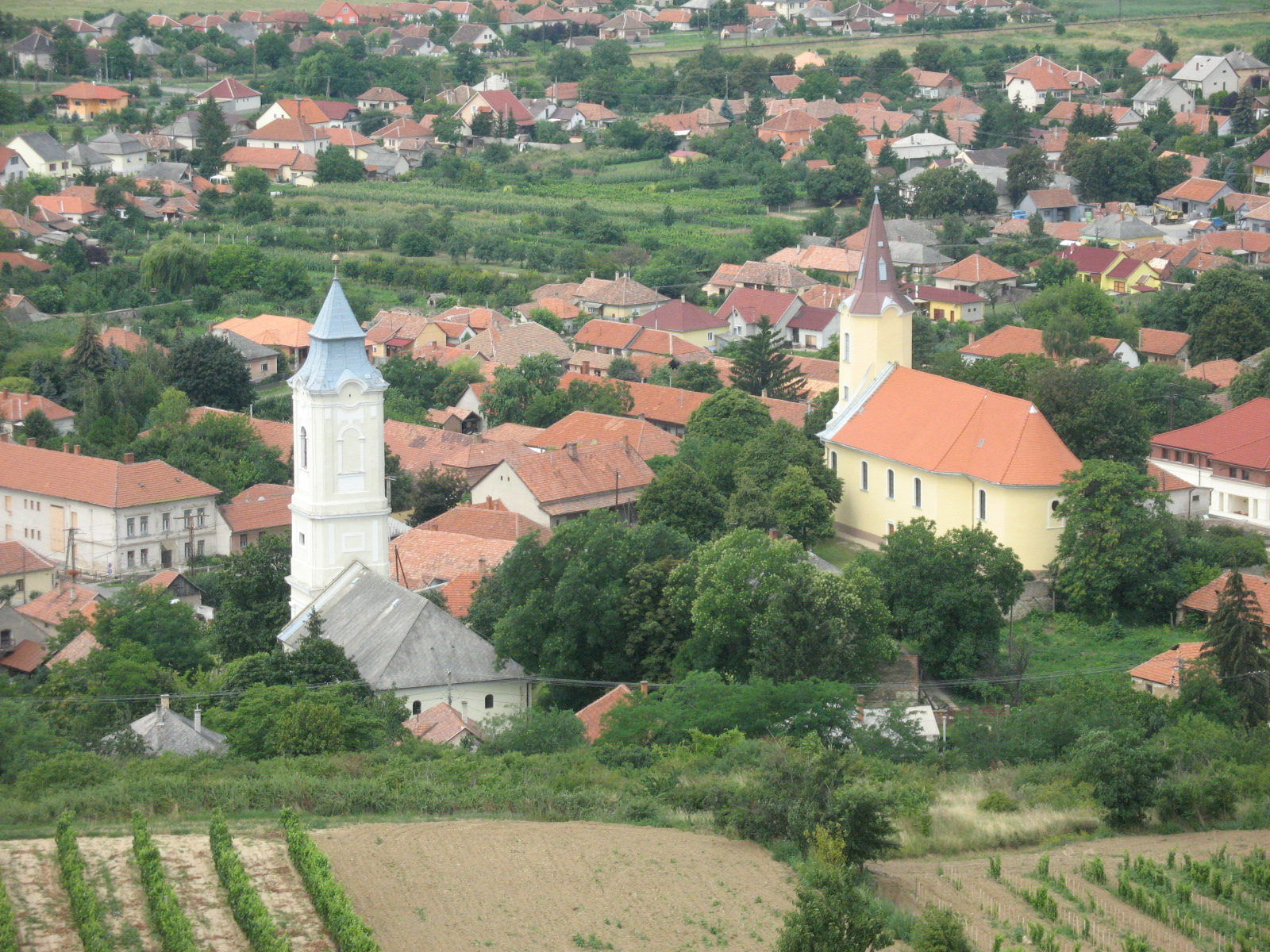
Widok centrum Tarcalu z góry Tokaj
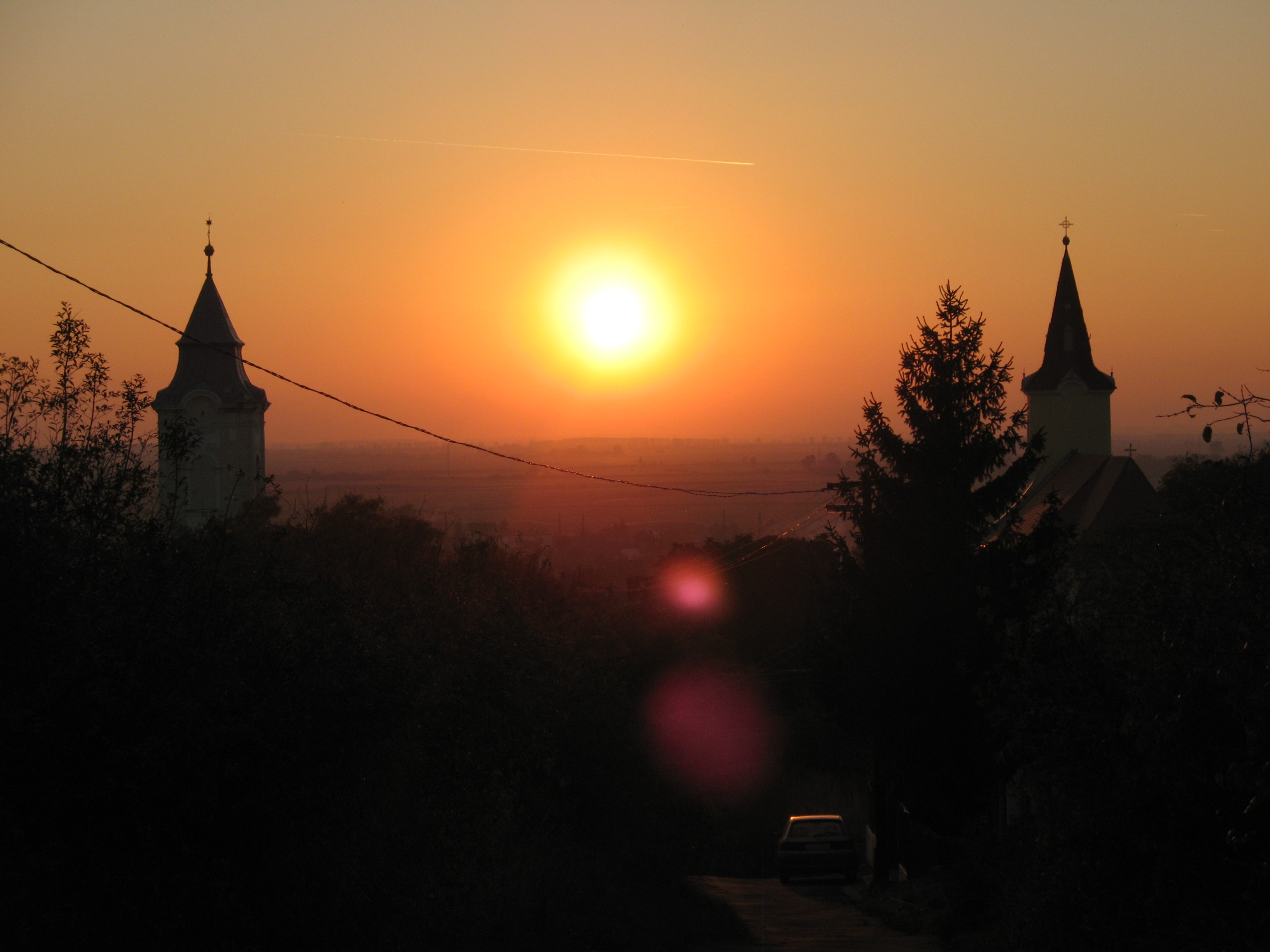
Centrum Tarcalu wieczorem
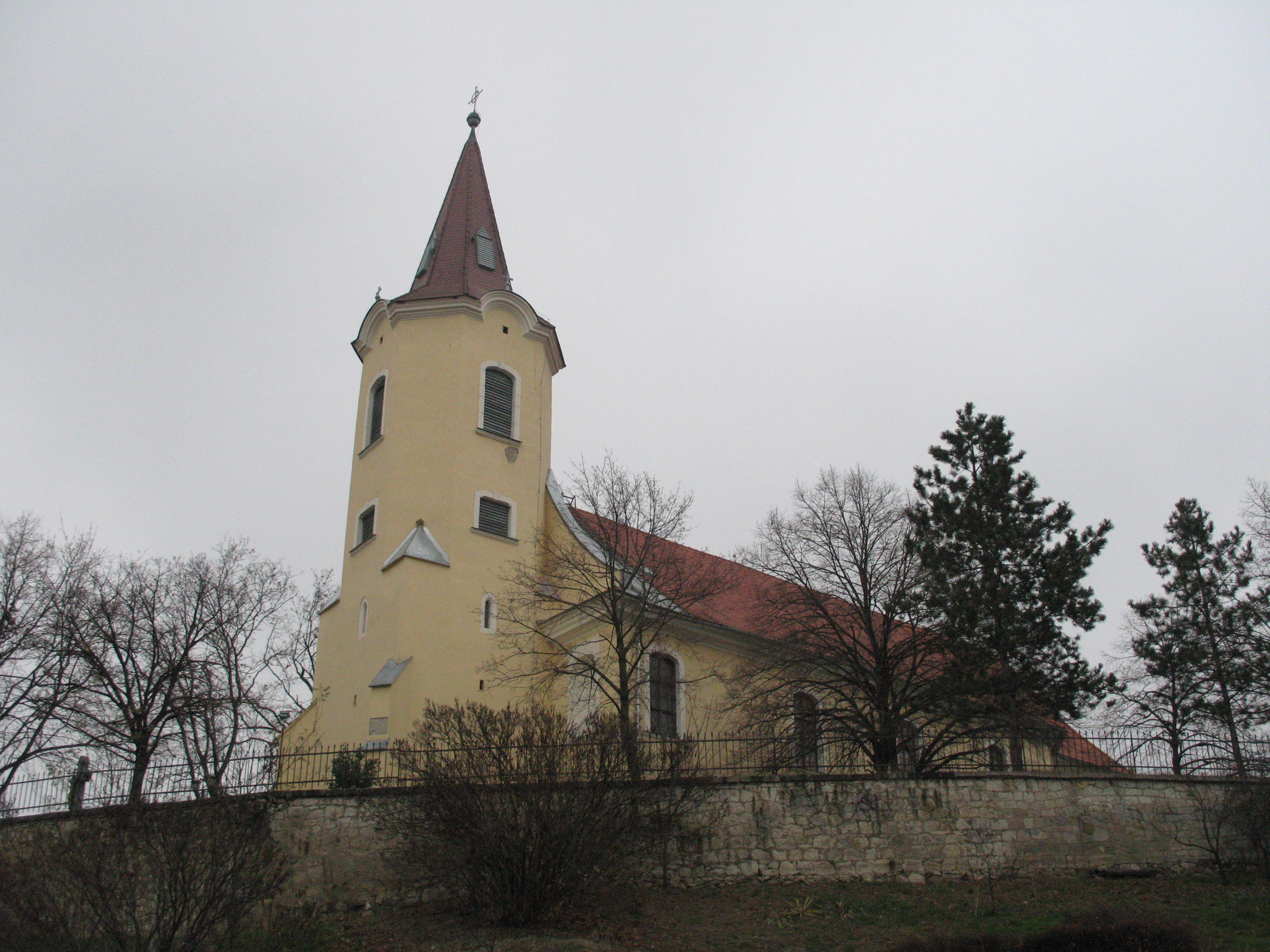
Kościół katolicki
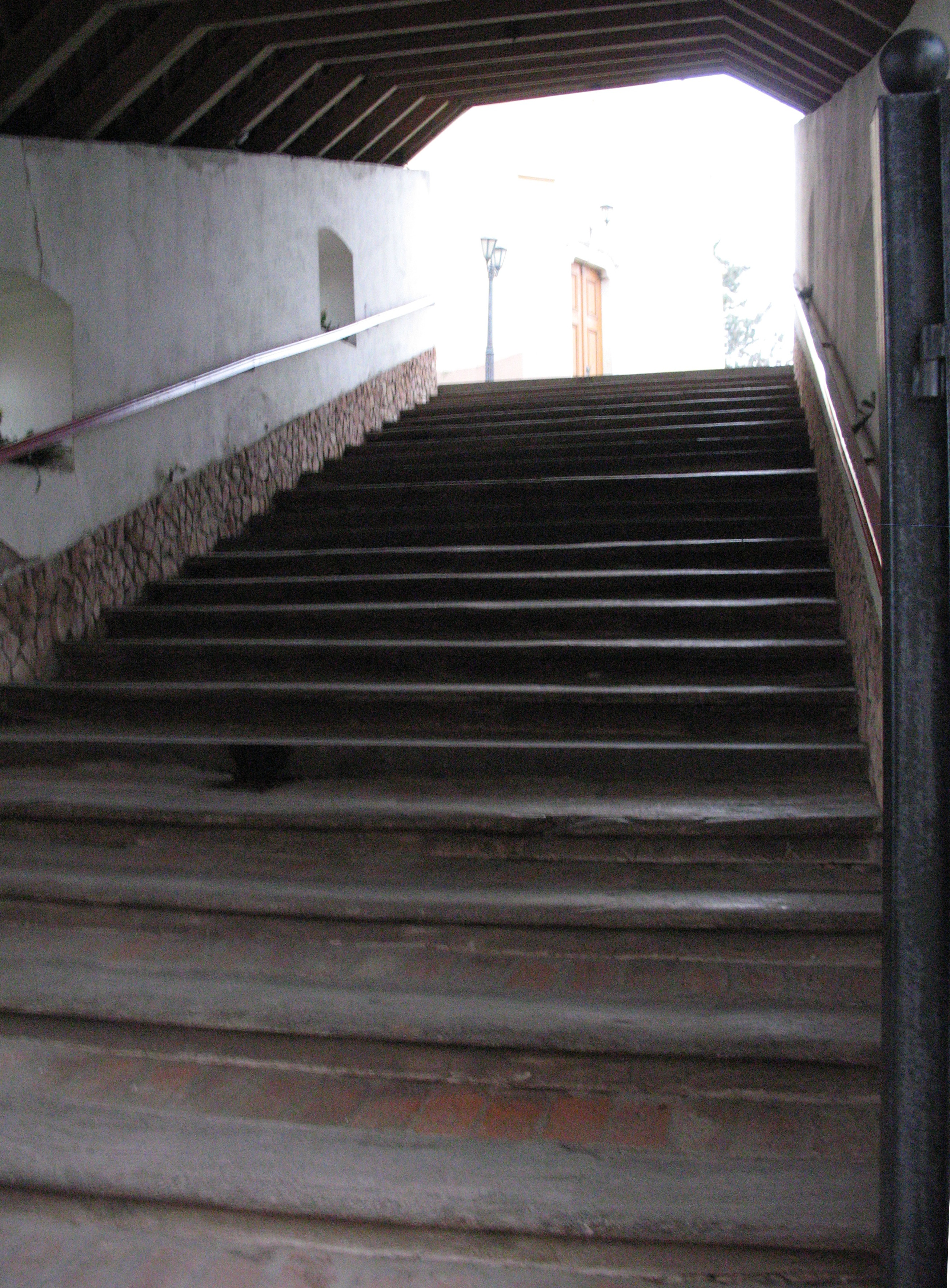
Kryte schody prowadzące do kościoła katolickiego
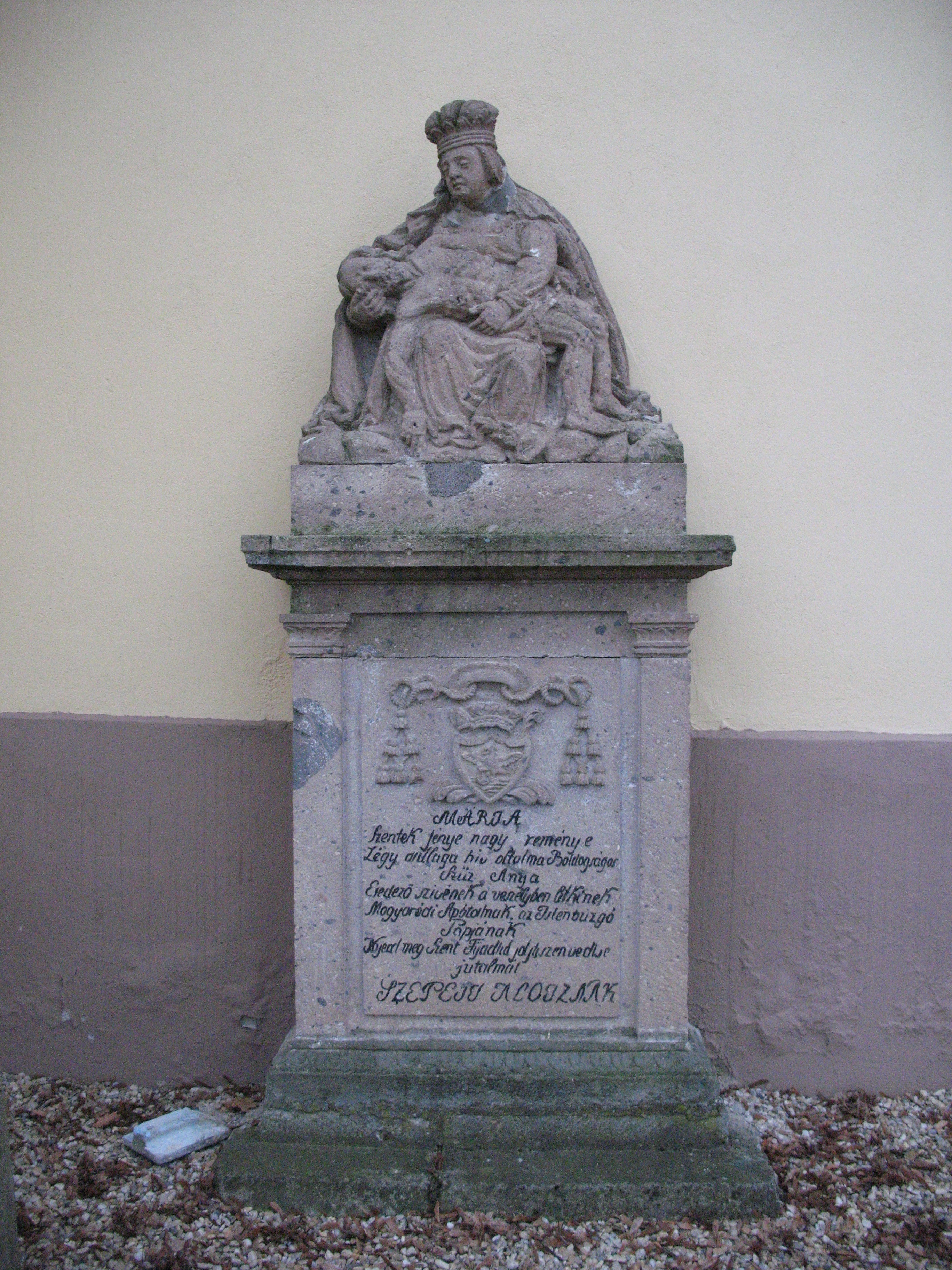
Figura przy kościele katolickim
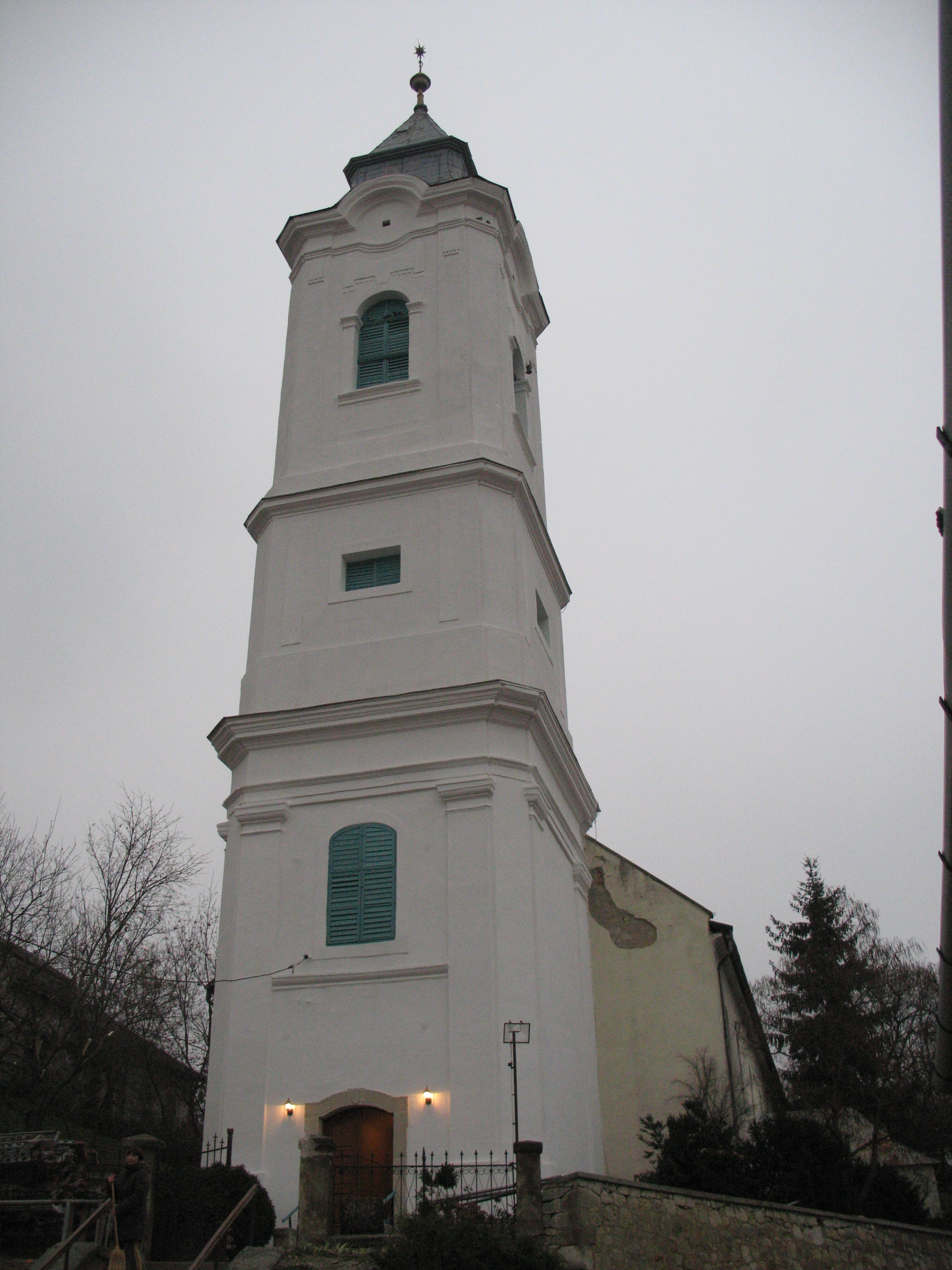
Zbór protestancki
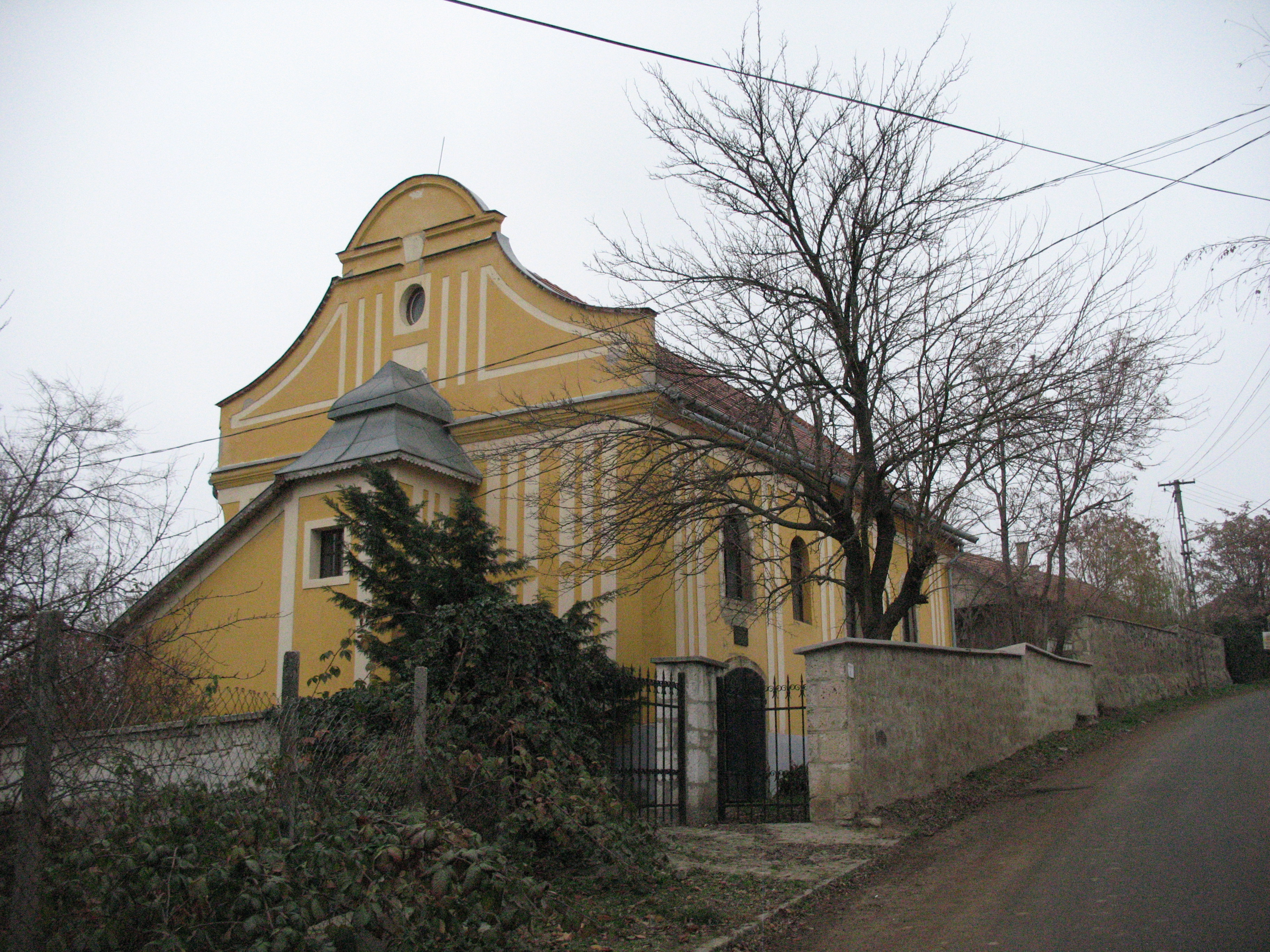
Synagoga
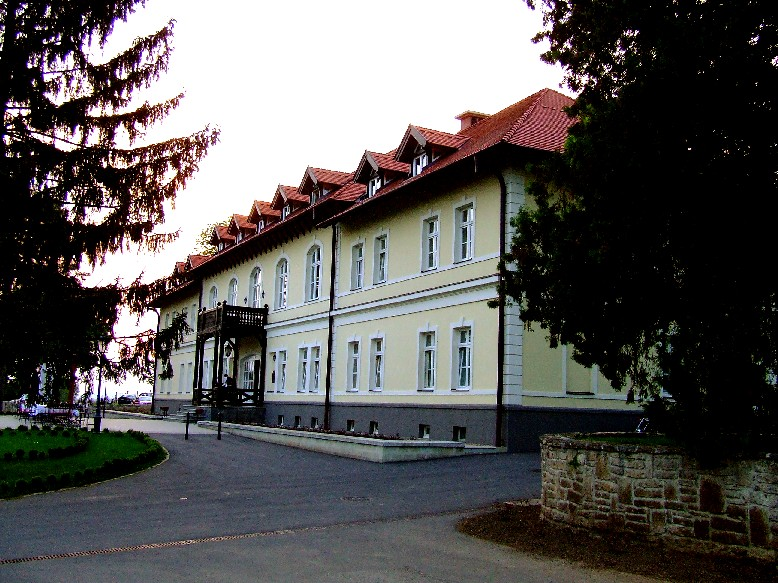
Hotel Degenfeld
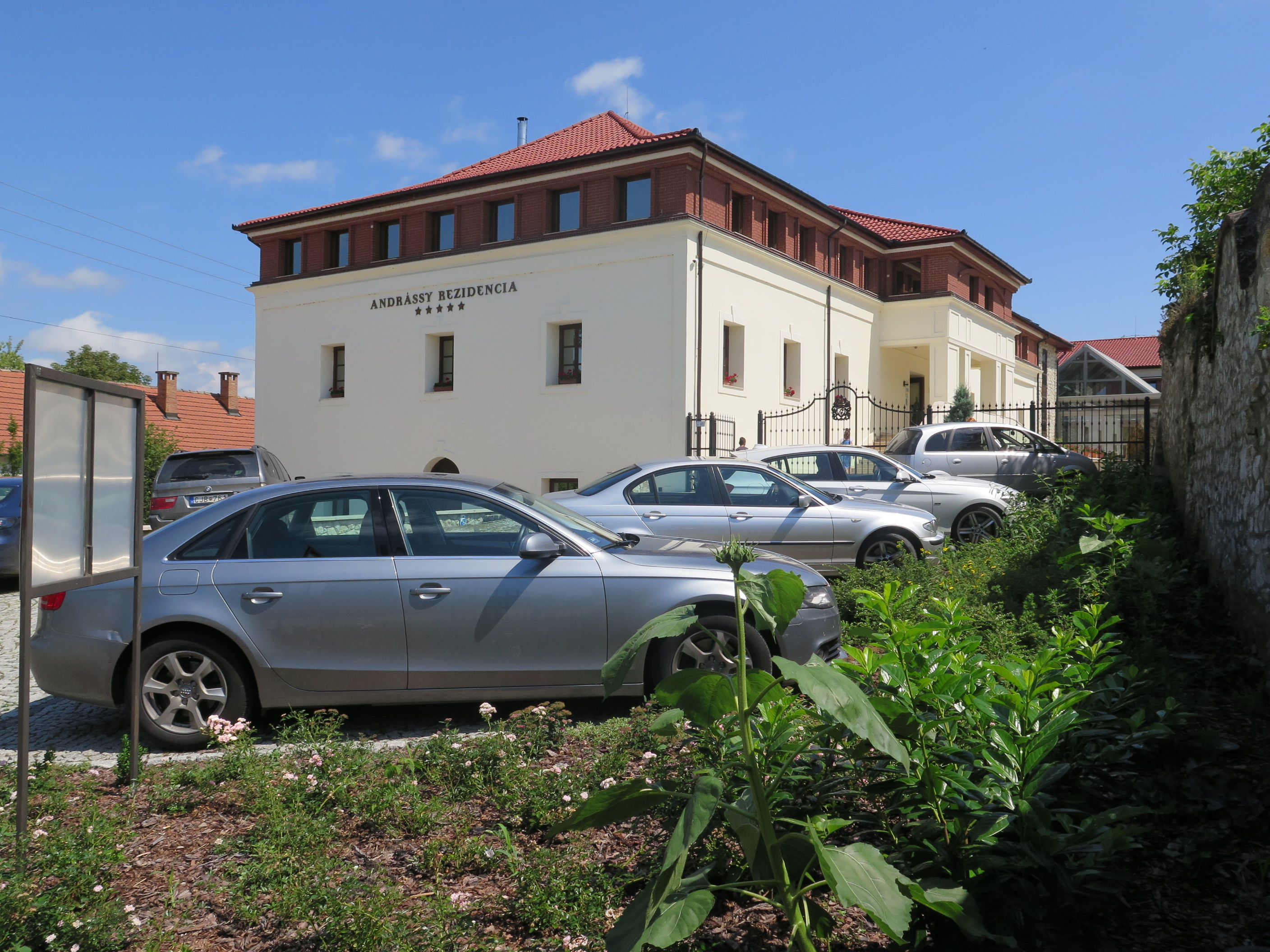
Hotel Andrássy
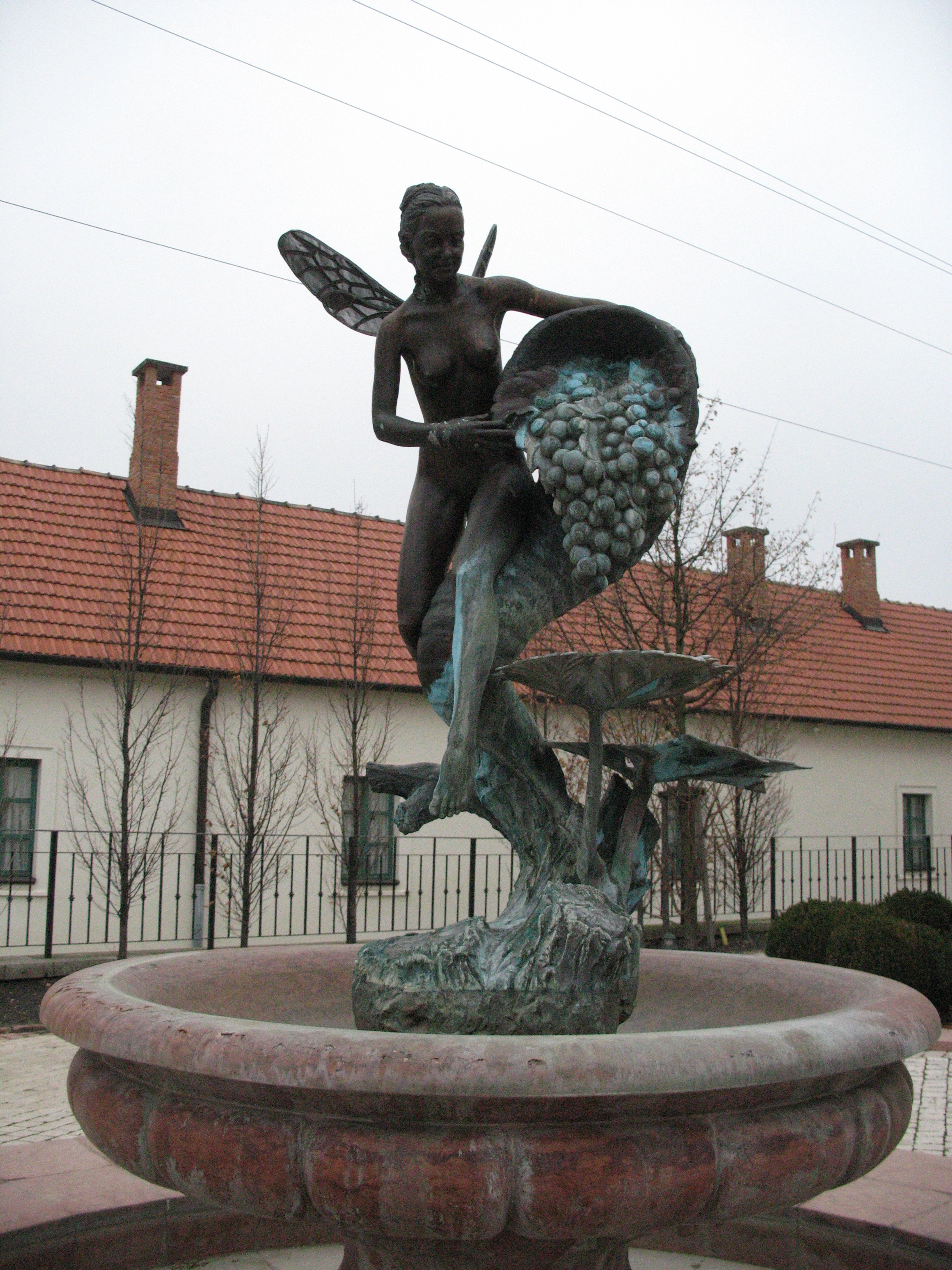
Rzeźba przed hotelem Andrássy
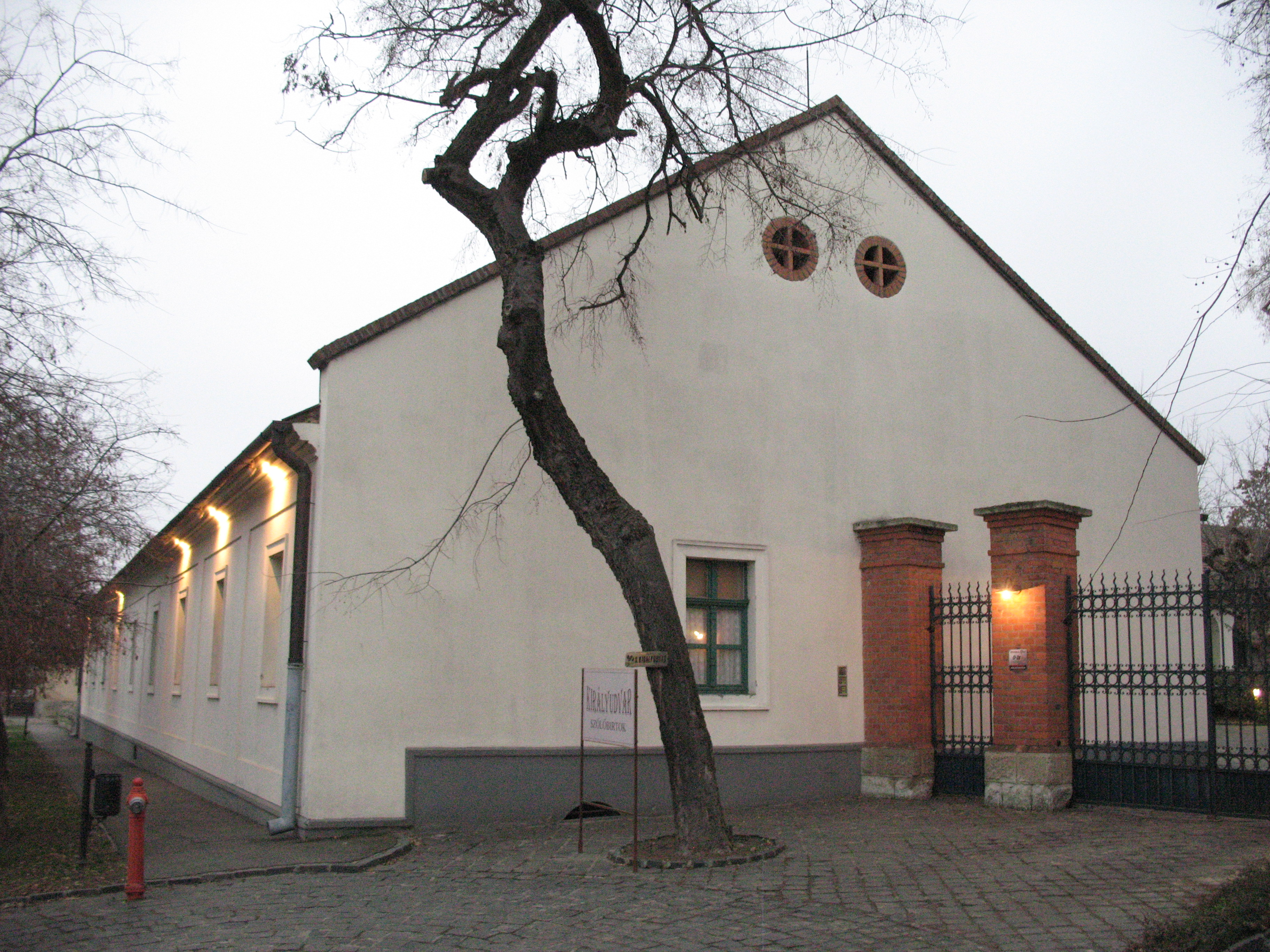
Wytwórnia win Királyudvár
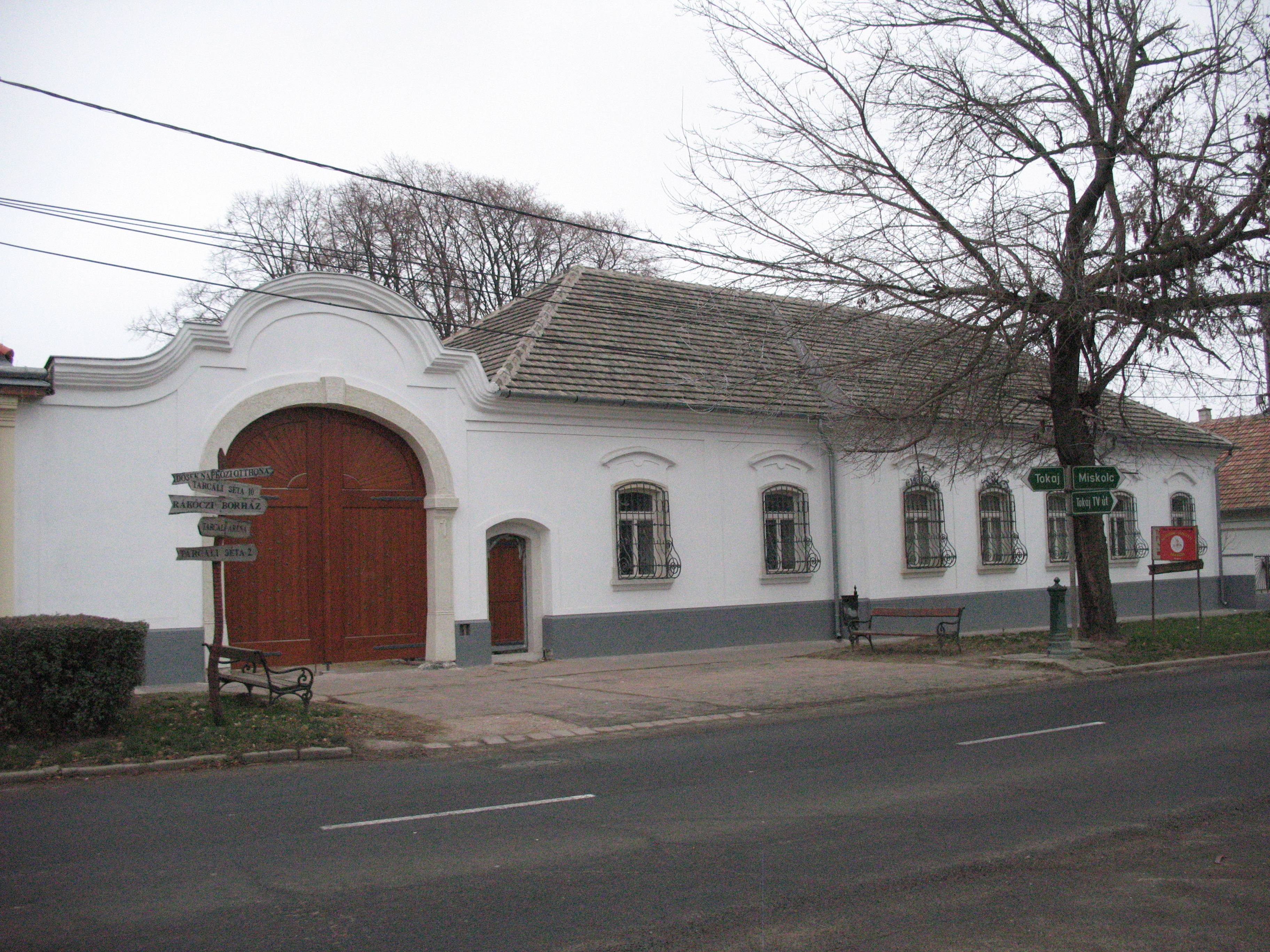
Dworek Sebeő
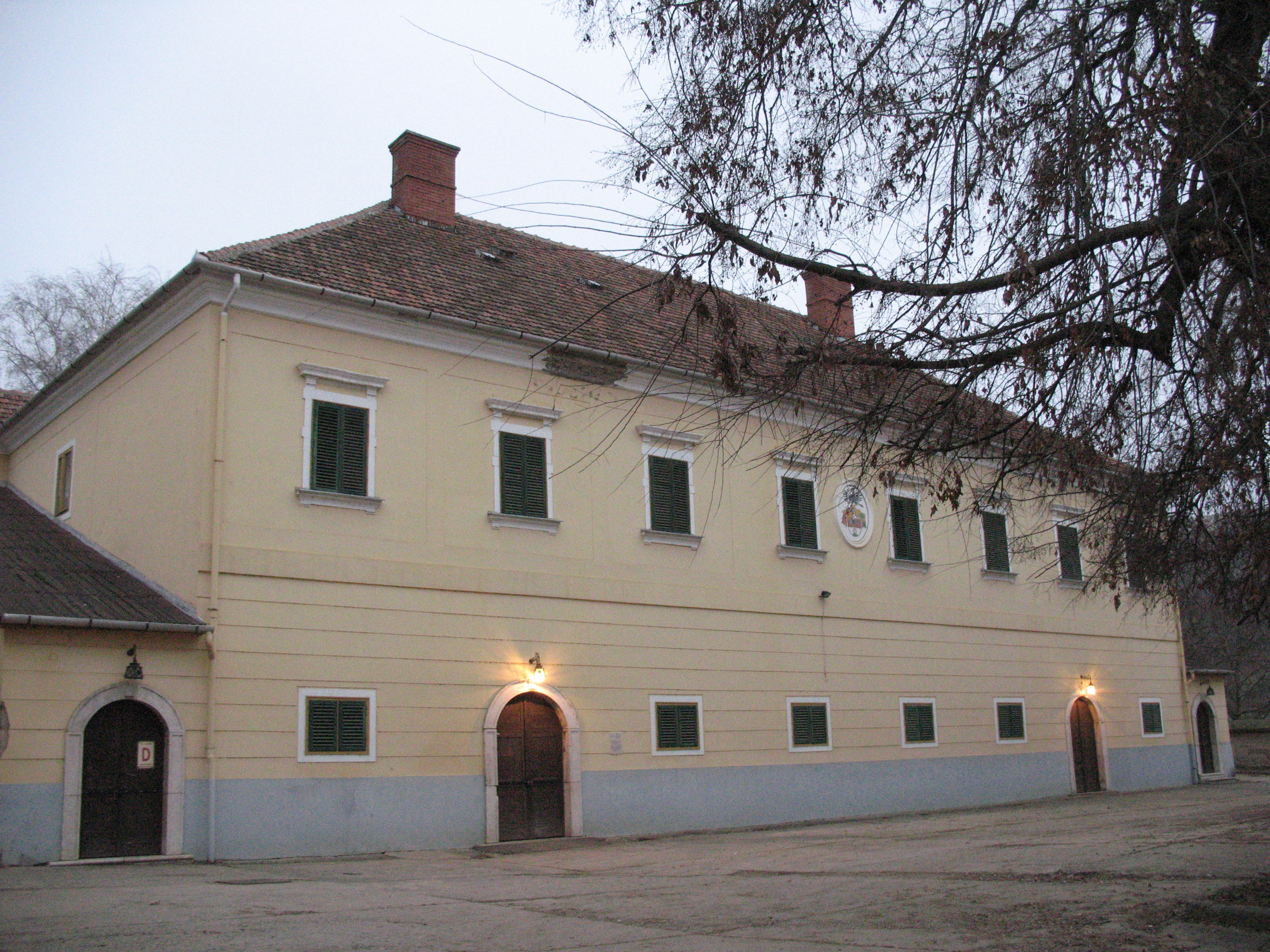
Instytut badań nad winem
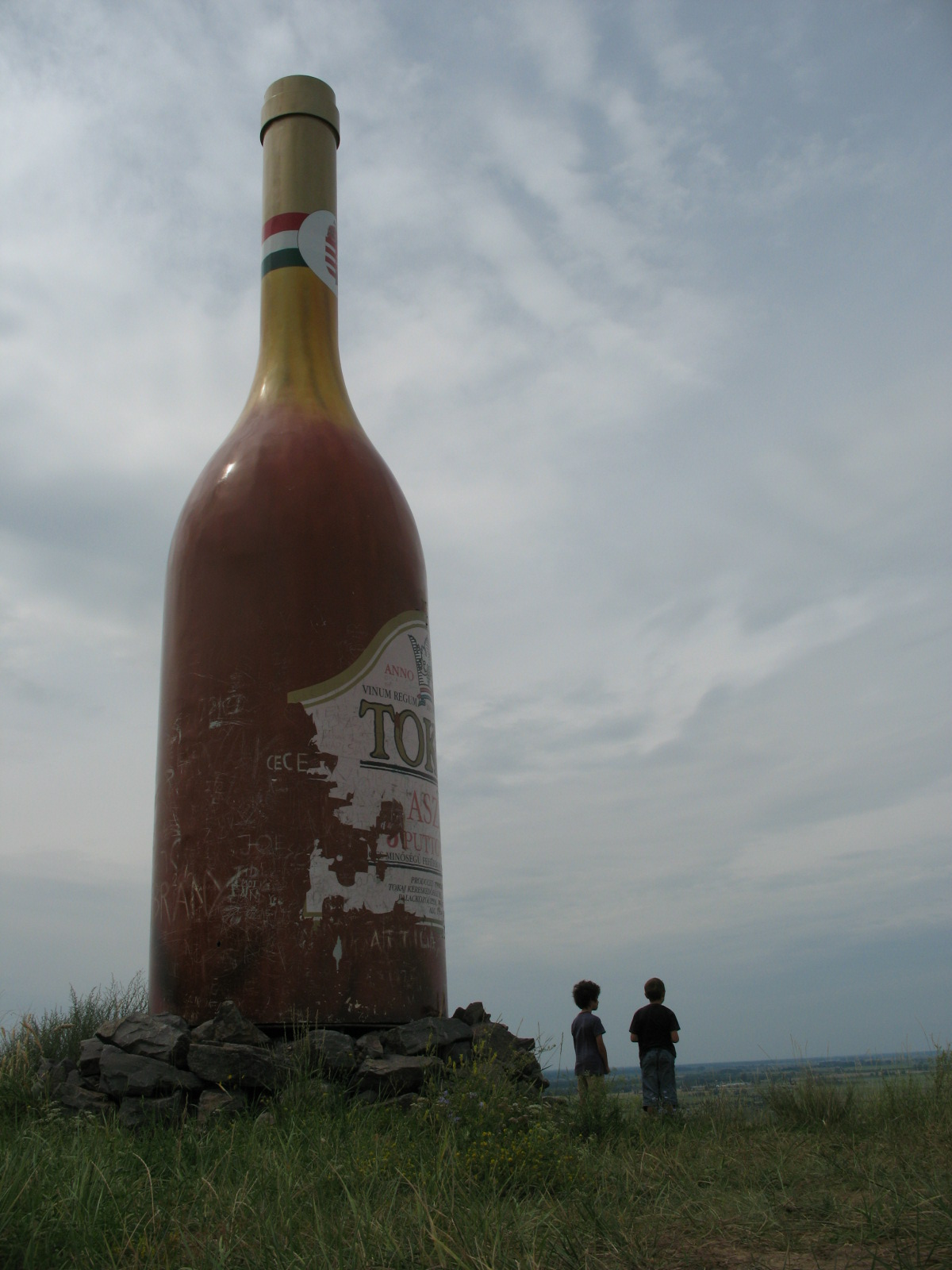
Reklama win tokajskich na wzgórzu nad Tarcalem, obecnie na jej miejscu stoi figura Jezusa
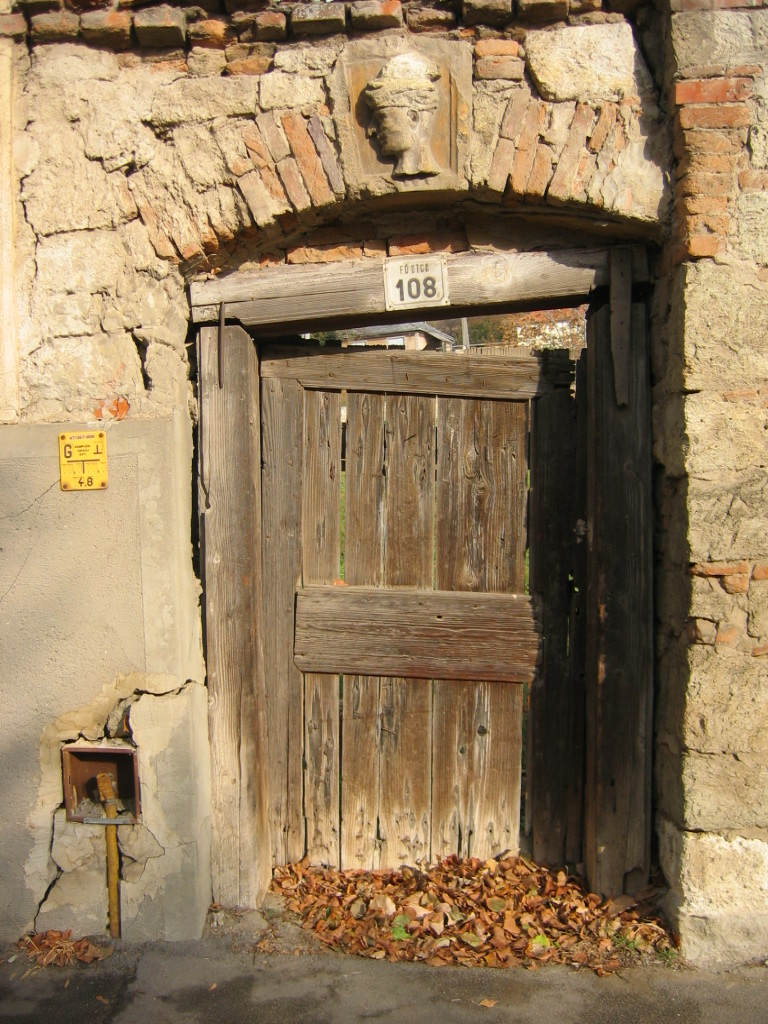
Brama z głową Turka przy ulicy Fő 108, widok przed remontem domu
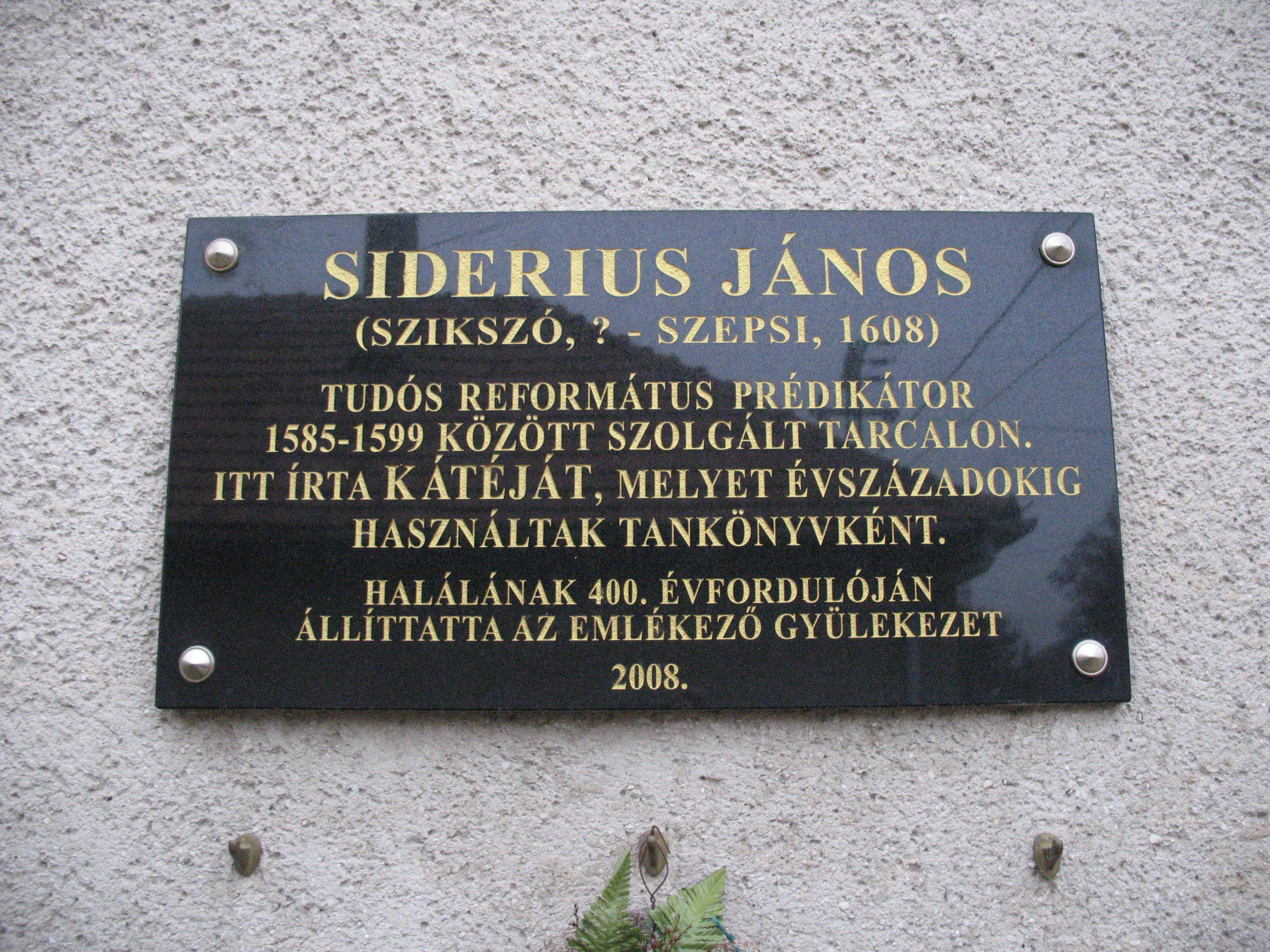
Tablica pamiątkowa Jánosa Sideriusa
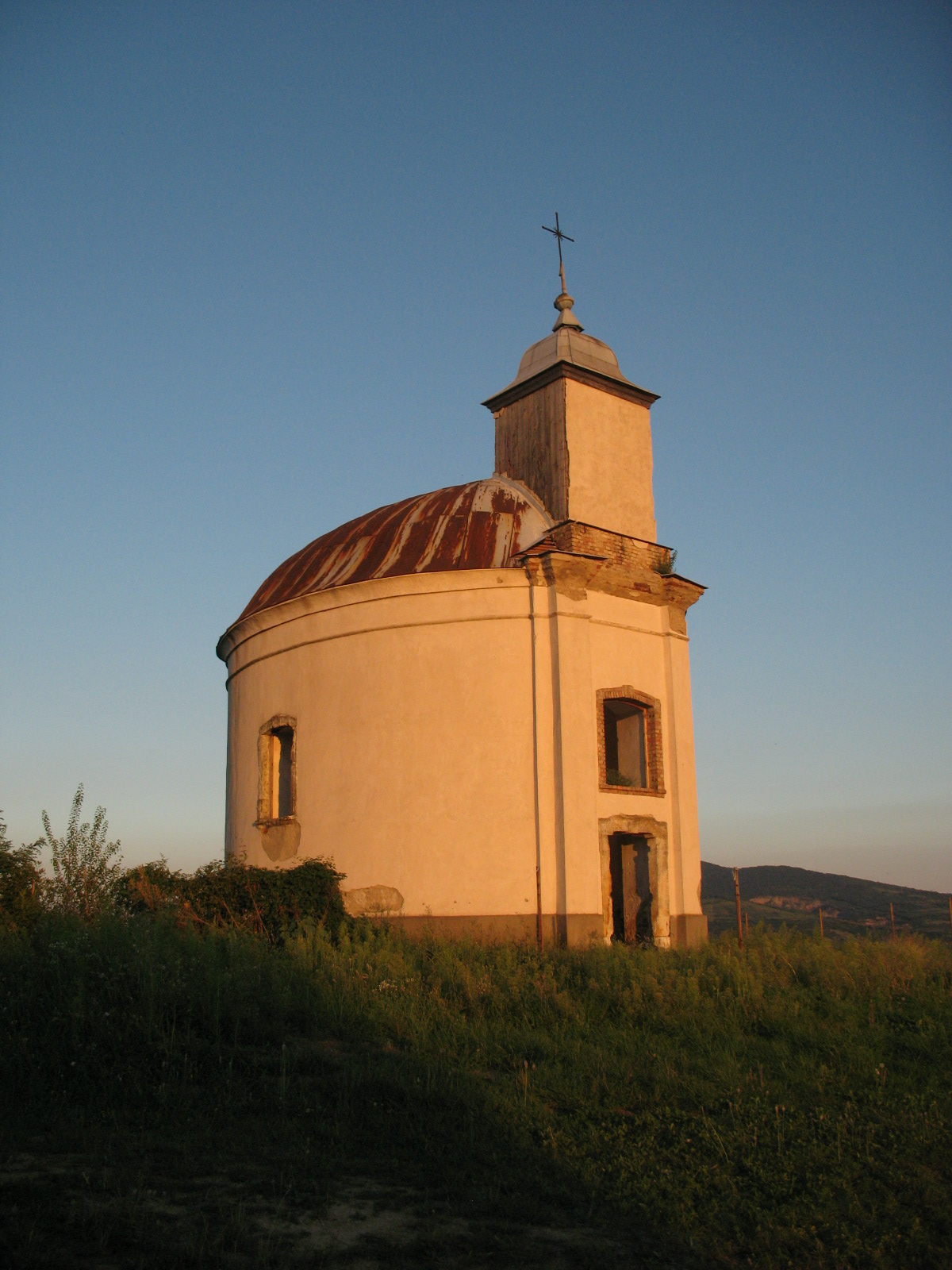
Kaplica św. Teresy
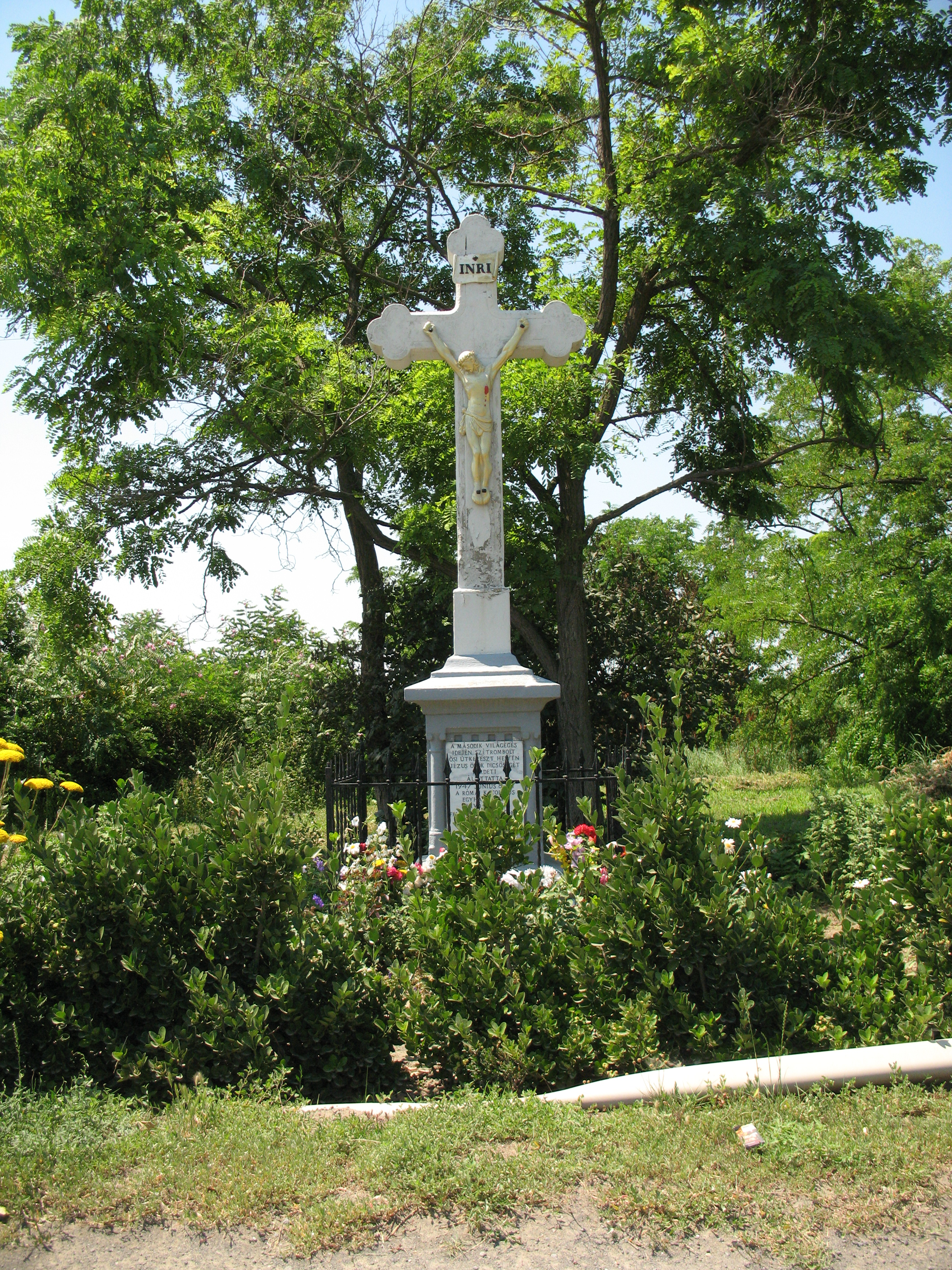
Krzyż przy wyjeździe w stronę Tokaju
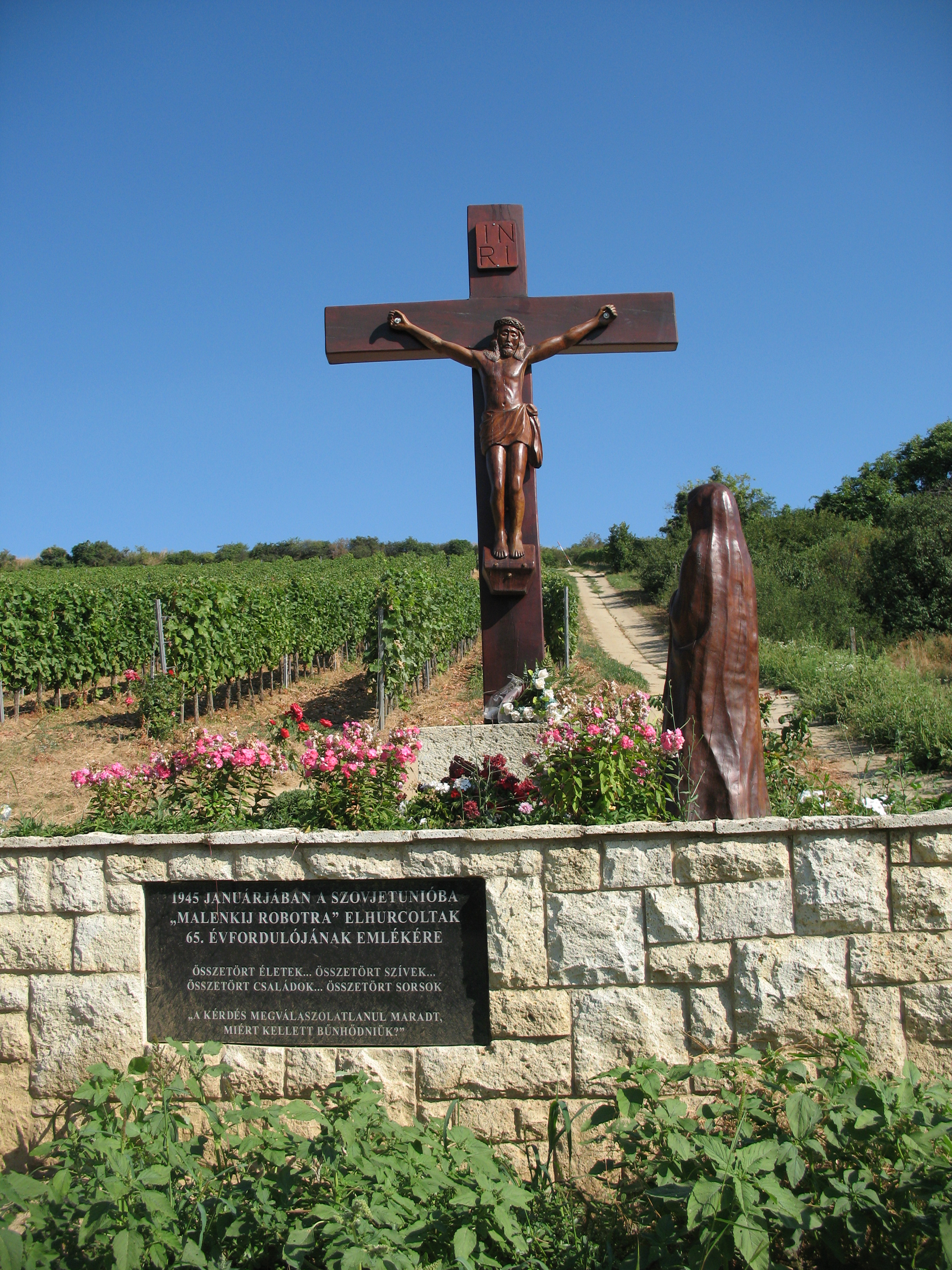
Pomnik ofiar wywózek do ZSRR po drugiej wojnie światowej stojący przy drodze na szczyt góry Tokaj
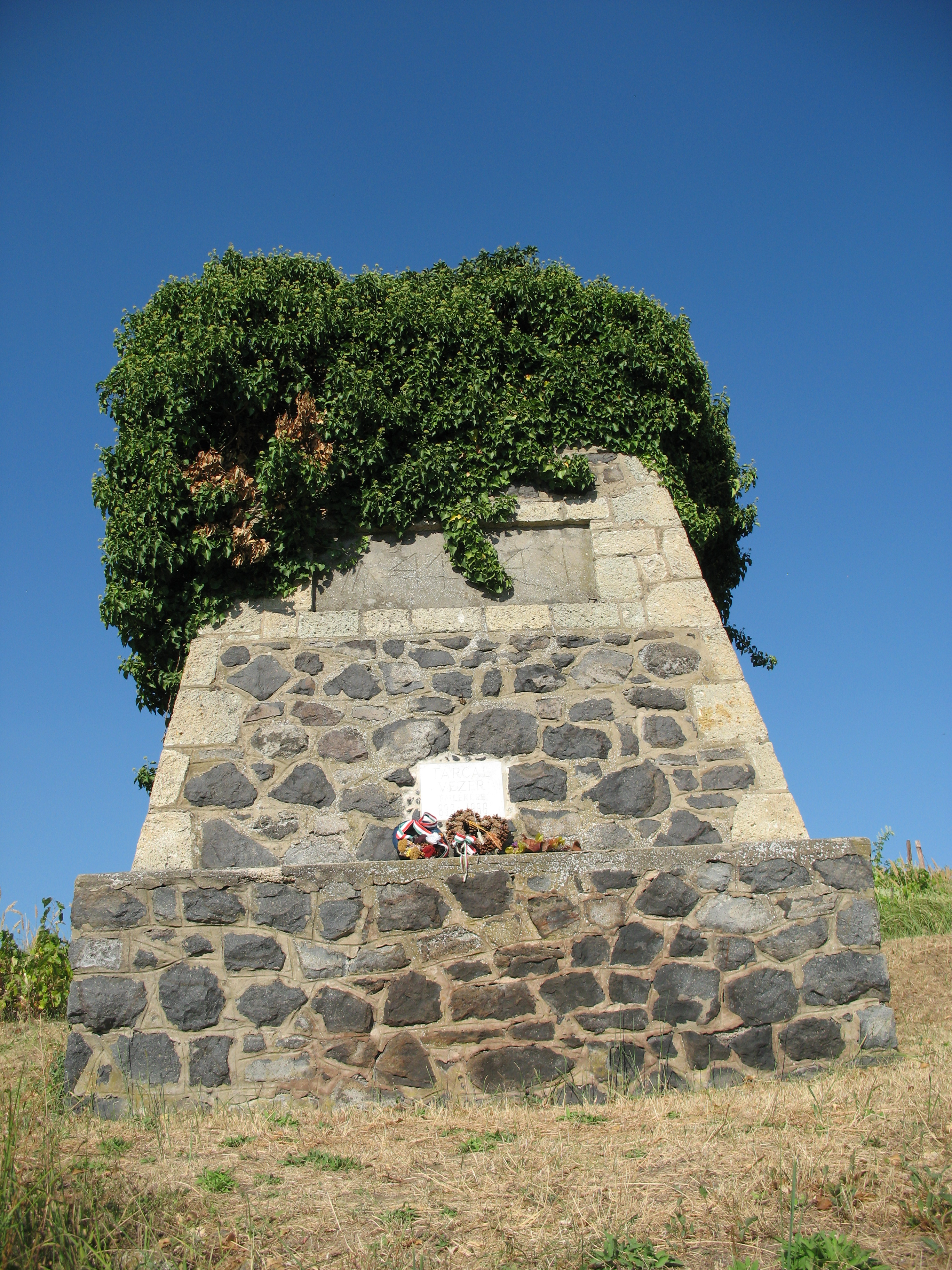
Pomnik wodza Tarcala niedaleko drogi na szczyt góry Tokaj
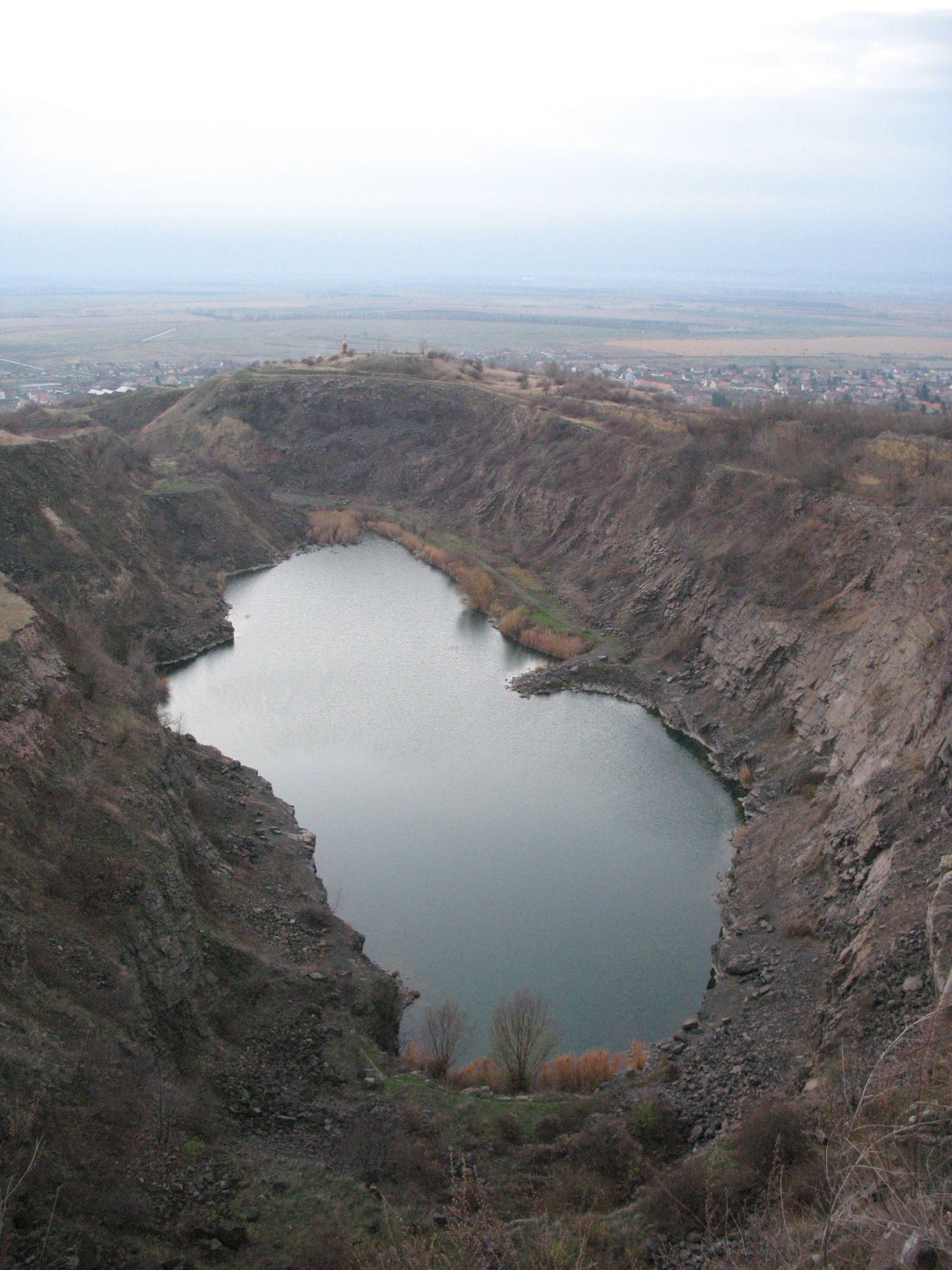
Jezioro w byłym kamieniołomie
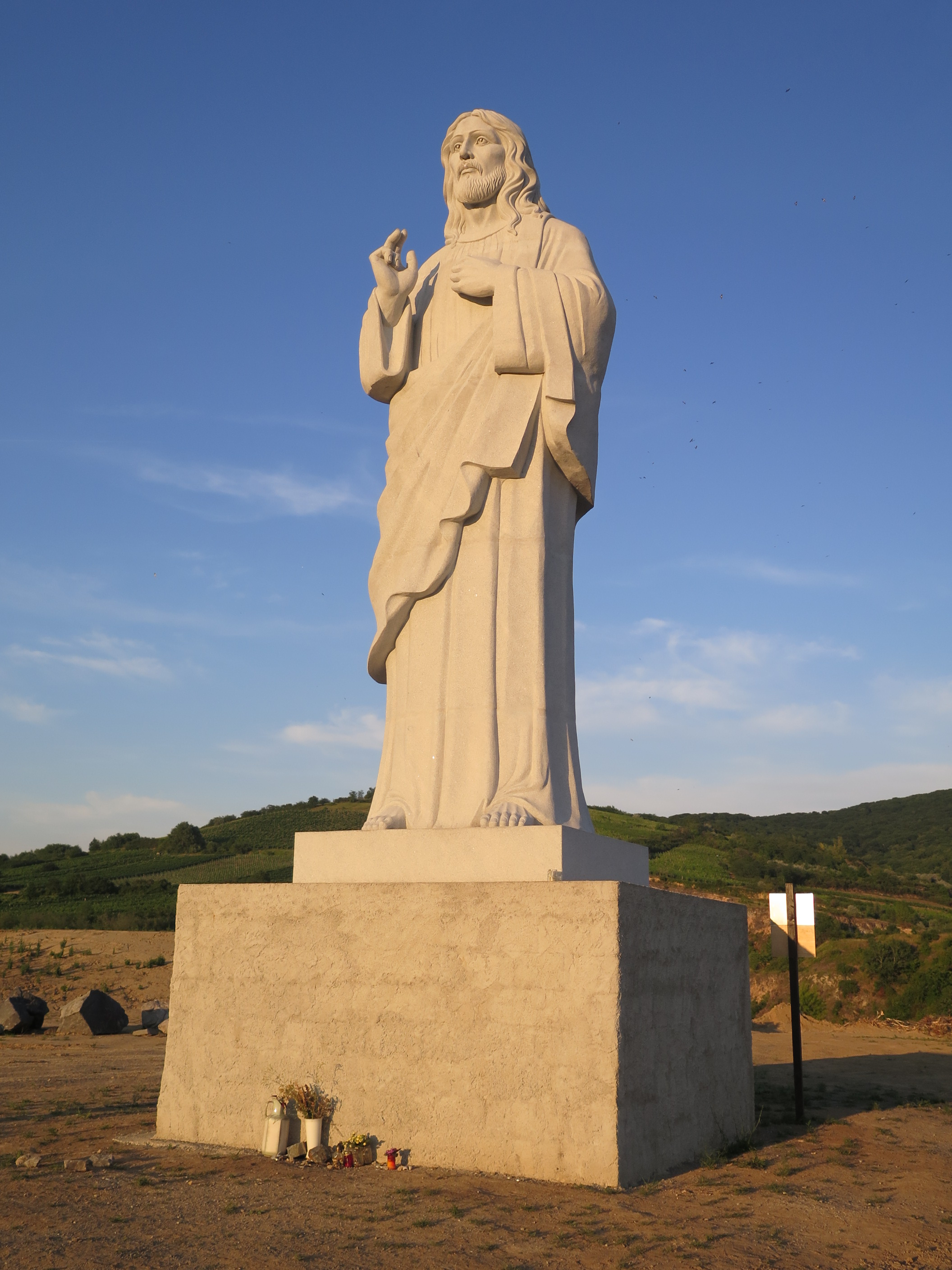
Figura Jezusa
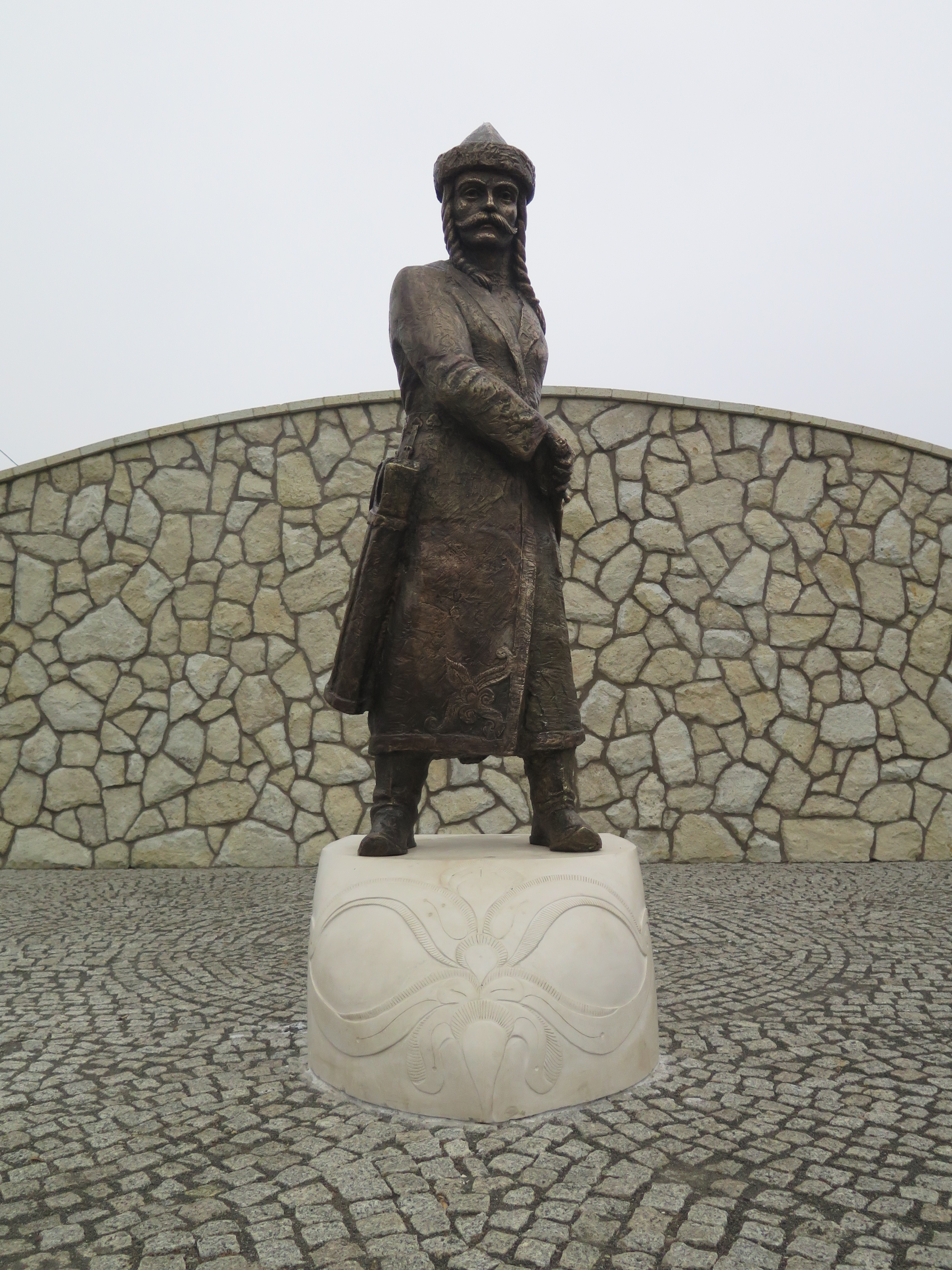
Figura wodza Tarcala w środku wsi